# Orthodoxe Kirche Finnlands

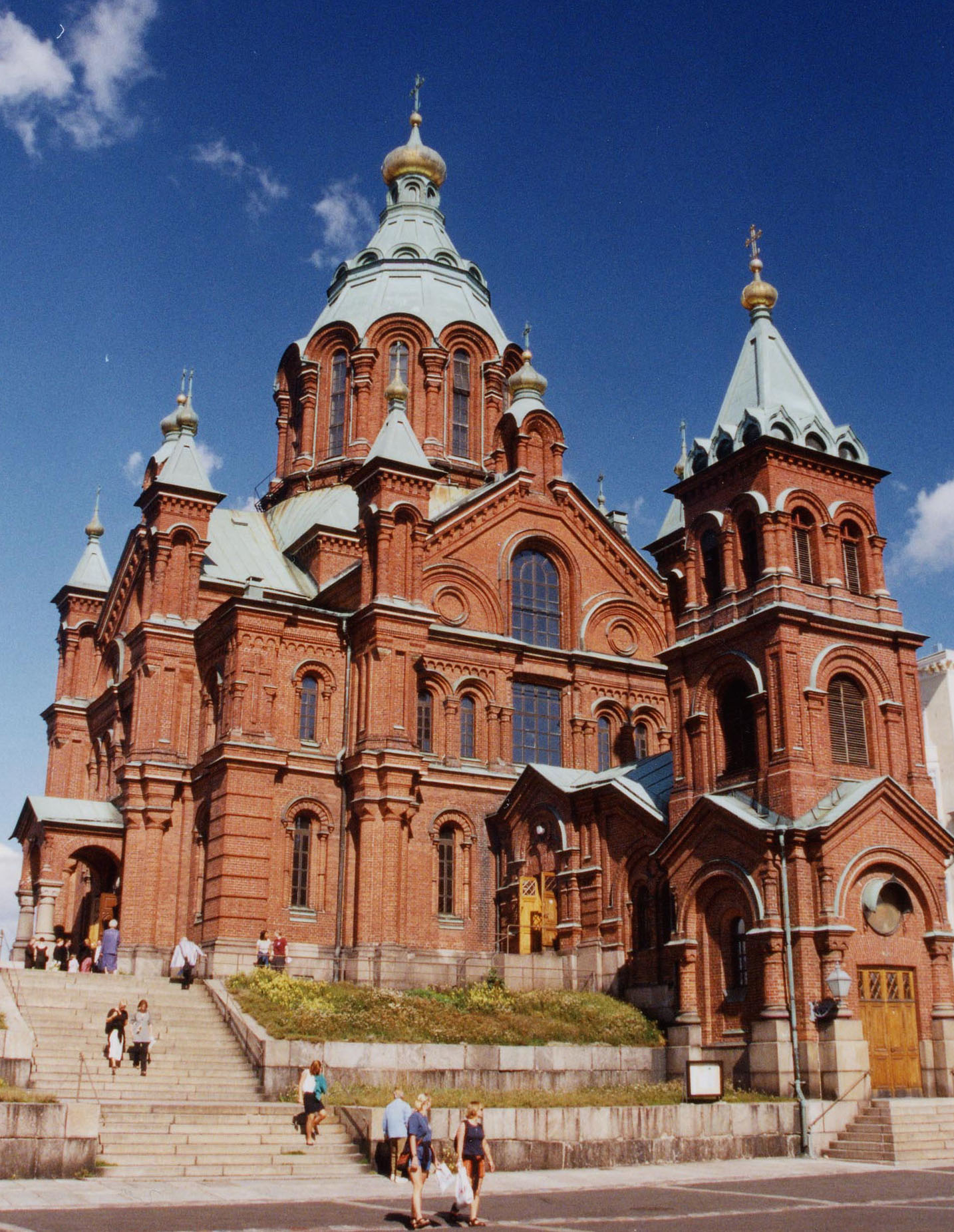
Die 1869 geweihte Mariä-Entschlafens-Kathedrale in Helsinki ist das größte orthodoxe Sakralgebäude in der westlichen Welt.

Die Orthodoxe Kirche Finnlands (finn. Suomen ortodoksinen kirkko, schwed. Ortodoxa kyrkan i Finland) ist neben der Evangelisch-Lutherischen Kirche eine der beiden Volkskirchen Finnlands. Das orthodoxe Christentum ist im historischen Ostfinnland seit dem Mittelalter verwurzelt. Heute hat die Orthodoxe Kirche mit etwa 60.000 Mitgliedern (2003) einen Anteil von ca. 1,1 % an der Bevölkerung. Dabei sind die verschiedenen kulturell-sprachlichen Gruppen der finnischen Gesellschaft unter den orthodoxen Christen vertreten, darunter in der Mehrheit Finnischsprachige, aber auch Russischsprachige, Finnlandschweden und Samen.
Die orthodoxe Kirche Finnlands ist autonom und gehört zum Ökumenischen Patriarchat von Konstantinopel. Sie ist Mitglied im konfessionsübergreifenden „Ökumenischen Rat in Finnland“ (Suomen ekumeeninen neuvosto/Ekumeniska Rådet i Finland) und setzt sich auf nationaler und internationaler Ebene aktiv für die Ökumenische Bewegung ein.

## Geschichte

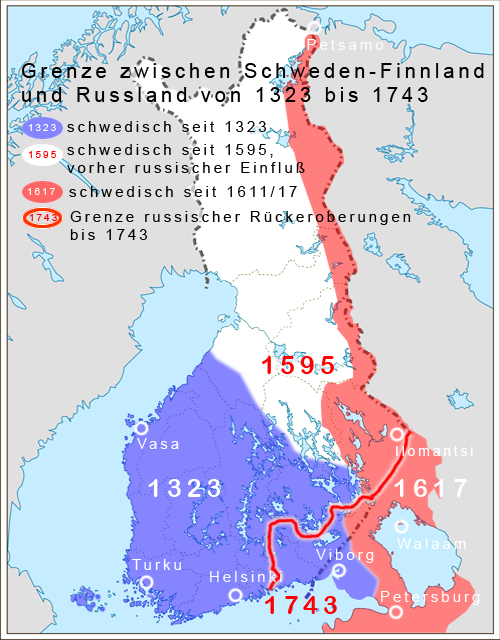
Russischer Einfluss in Ostfinnland 1323–1743

Das Christentum erreichte Finnland im Mittelalter zugleich von Westen und Osten. Südwestfinnland wurde von Schweden aus missioniert, in Karelien und Ostfinnland setzte sich aus Nowgorod kommend spätestens um das Jahr 1200 der orthodoxe Glaube durch. Vor allem die Gründung des Klosters Valamo (heute Walaam) auf einer Insel des Ladogasees trieb im 14. Jahrhundert die Ausbreitung des orthodoxen Christentums voran. Im 15. Jahrhundert hatte die orthodoxe Kirche mit der Gründung des Klosters Petschenga (Petsamo) bereits die Eismeerküste erreicht und missionierte die dortige samische Urbevölkerung. Für die orthodoxen Skoltsamen, die seit der Abtretung ihrer ursprünglichen Siedlungen an die Sowjetunion heute überwiegend in Finnland leben, blieb das Kloster in Petsamo weiterhin die geistliche Heimat, zu der enge Beziehungen bestehen blieben.

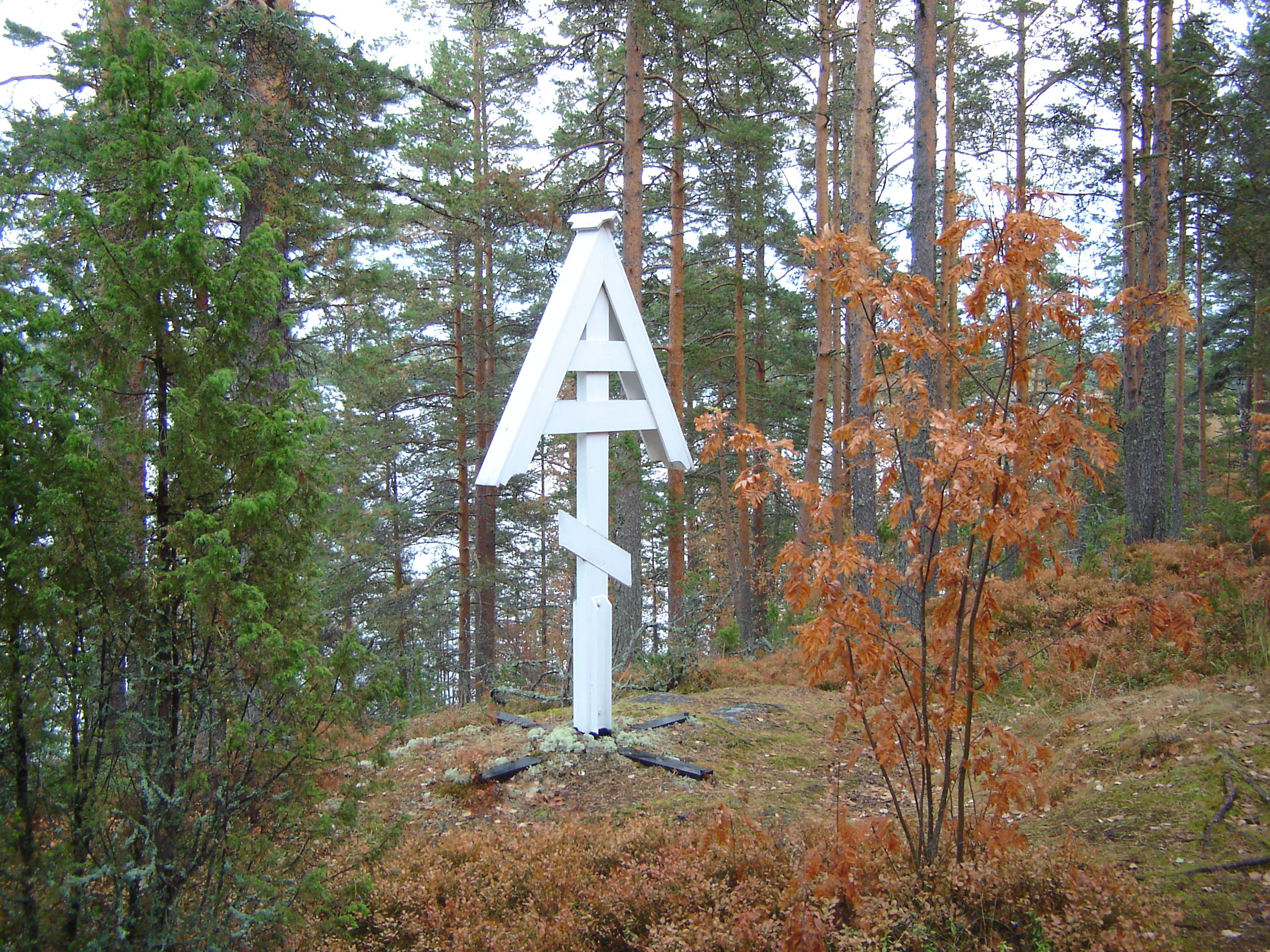
Orthodoxes Wegekreuz in der Gemeinde Parikkala an der Stelle des im 17. Jahrhundert verlassenen orthodoxen Dorfes Papinniemi

Die westlichen Teile Kareliens kamen im 16. und 17. Jahrhundert unter schwedische Herrschaft. Die orthodoxe Bevölkerung war dort Repressalien ausgesetzt; viele konvertierten zum lutherischen Glauben, andere wanderten nach Ostkarelien und die Gegend von Twer aus. Dennoch hat sich bis heute eine orthodoxe Minderheit in Nordkarelien halten können. Ilomantsi, die östlichste Gemeinde des Landes, hat mit 17,4 % den höchsten orthodoxen Bevölkerungsanteil Finnlands.
Als Finnland 1809 zu einem Großfürstentum unter russischer Herrschaft wurde, förderten die russischen Herrscher die orthodoxe Kirche in Finnland. Zu dieser Zeit entstanden zahlreiche orthodoxe Kirchenbauten, etwa 1869 die Uspenski-Kathedrale in Helsinki, das größte orthodoxe Sakralgebäude in der westlichen Welt. Während der russischen Herrschaft bildeten sich mit den Zuzug von russischen Beamten und Militärs auch orthodoxe Gemeinden in den Großstädten des Landes, deren Nachkommen, die sogenannten „alten Russen,“ heute rund 3000 Köpfe zählen. Anfangs unterstanden die Orthodoxen Finnlands dem Metropoliten von Sankt Petersburg, 1892 wurde das orthodoxe Bistum Finnland gegründet. Innerhalb des Bistums stritten sich die finnischen bzw. karelischen Gläubigen mit den russischen um die liturgische Sprache (Finnisch oder Altkirchenslawisch) und die Stellung der Kirche.

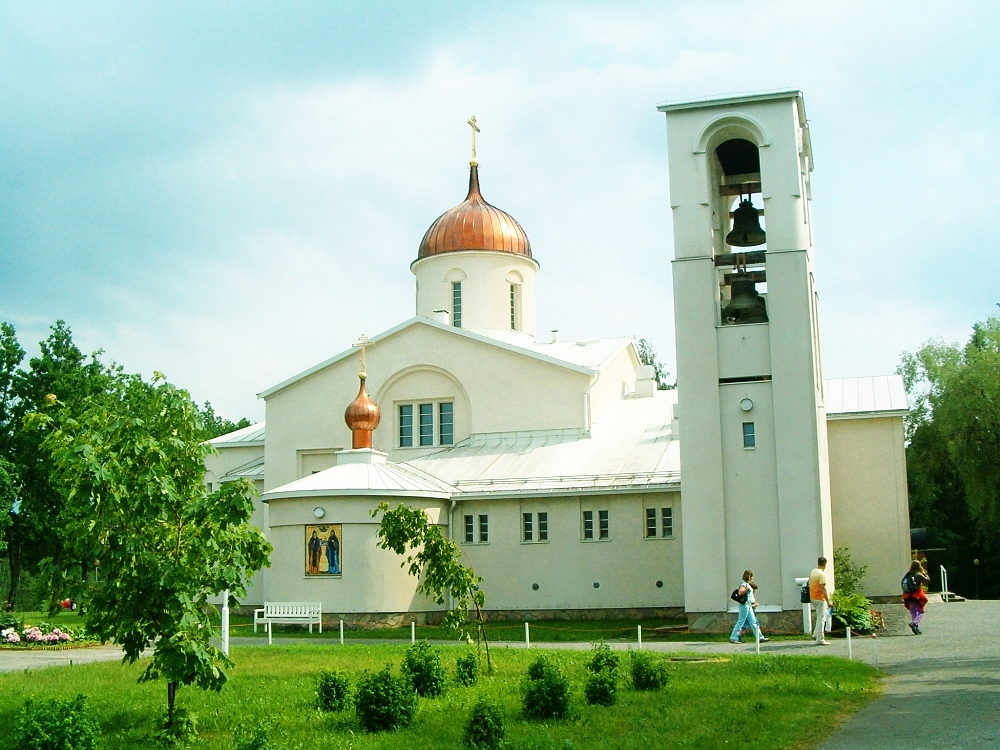
Mönchskloster Uusi Valamo in Heinävesi

Nach der finnischen Unabhängigkeit im Jahr 1917 wurde die Orthodoxe Kirche Finnlands 1921 von der Russisch-Orthodoxen Kirche gelöst und zu einer autonomen Kirche, die dem Ökumenischen Patriarchat von Konstantinopel unterstellt ist. Als einzige orthodoxe Kirche stellte sie ihren Kalender komplett auf den westlichen gregorianischen um, sie feiert also nicht nur die feststehenden Feiertage, sondern auch das Osterfest am westlichen Termin. Seit 1935 darf die Orthodoxe Kirche Finnlands ebenso wie die evangelisch-lutherische Kirchensteuern erheben. 
Als Finnland nach der Niederlage im Zweiten Weltkrieg große Teile Kareliens an die Sowjetunion abtreten musste, wurden auch zehntausende orthodoxe Karelier umgesiedelt und über ganz Finnland verstreut. Auch die Mönche des Inselklosters Valamo im Ladogasee flohen vor dem sowjetischen Vormarsch nach Westen und gründeten in Heinävesi das Kloster Uusi Valamo („Neues Walaam“). Eine weitere orthodoxe Gruppe, die als Folge des Krieges ins finnische Kernland umsiedelte, sind die rund 400 Skoltsamen. Sie stellen die Majorität der Mitglieder der Gemeinde von Lappland, die 1950 als Nachfolgerin der nach dem Krieg aufgelösten Gemeinde von Petsamo gegründet wurde. Die Gemeinde hat orthodoxe Kirchen in Sevettijärvi, Nellim und Ivalo sowie eine Kapelle in Keväjärvi (Ivalo), d. h. den heutigen Hauptsiedlungen der Skoltsamen in der Gemeinde Inari. Seit 1990 hat sich die Anzahl der orthodoxen Christen in Finnland durch Einwanderung aus den Nachfolgestaaten der Sowjetunion deutlich erhöht.
Die Sprache des Gottesdienstes war lange Zeit Kirchenslawisch, so wie in Russland. Doch zu Beginn des 19. Jahrhunderts begann man, die Epistel und das Evangelium auf Finnisch zu lesen. Die erste finnische Übersetzung der gesamten Gottesdienstordnung wurde 1862 erstellt.

## Organisation und Struktur
Heute ist Finnisch die vorherrschende Sprache für Gottesdienste. In manchen Gemeinden, v. a. in Helsinki, wird auch regelmäßig Liturgie in Kirchenslawisch abgehalten. Darüber hinaus wird in den Gemeinden mit finnlandschwedischen Mitgliedern, wie Helsinki und Turku, recht häufig auch Schwedisch verwendet. Ebenso wird in den skoltsamischen Gebieten regulär Skoltsamisch verwendet. Andere Sprachen, wie Russisch, Griechisch und Englisch werden selten und nur bei Bedarf verwendet.

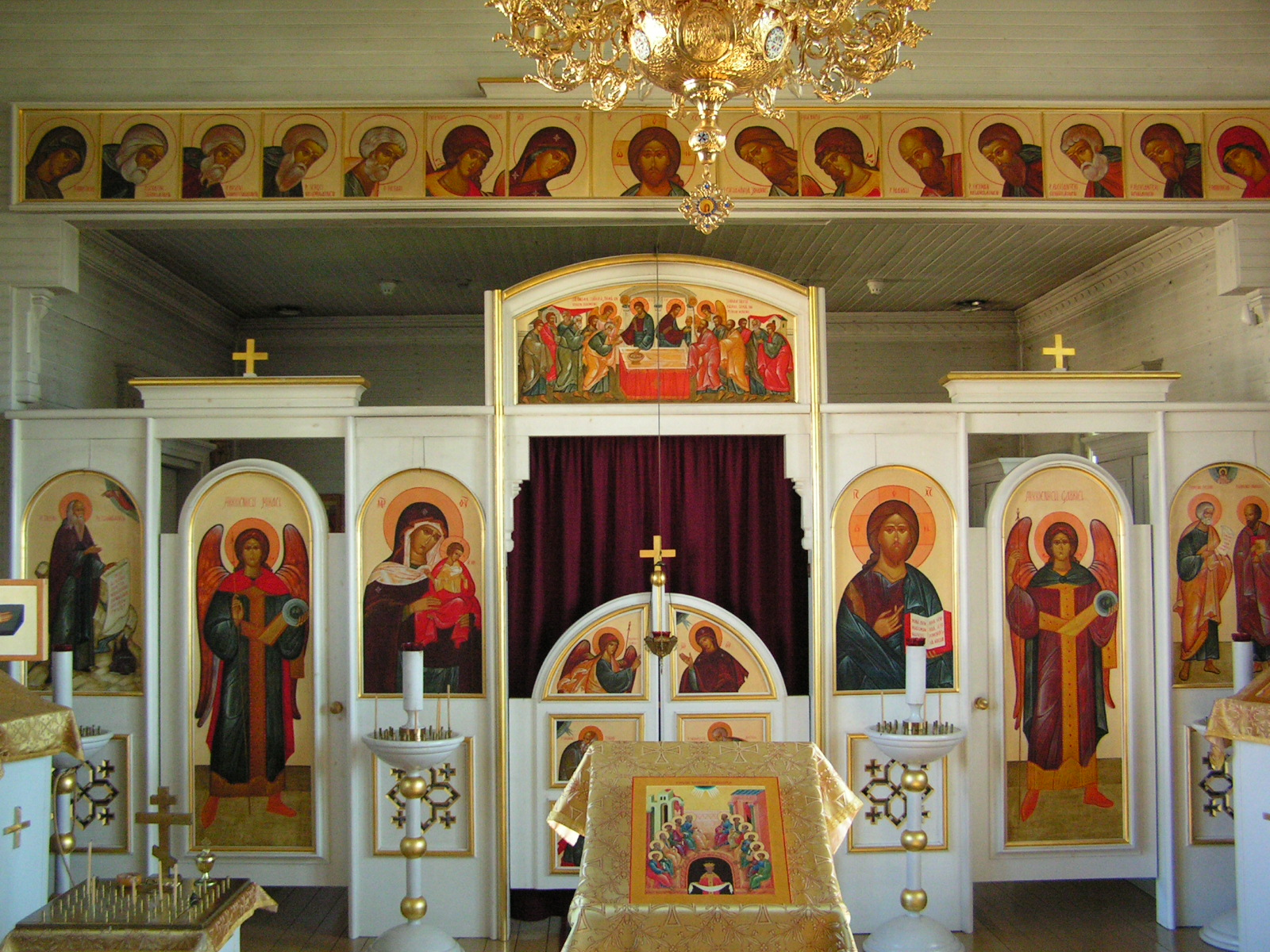
Ikonostase einer Kirche in Torneå

Bistümer und Gemeinden der Finnischen Orthodoxen Kirche

An der Kirchenregierung nehmen sowohl Pfarrer als auch Laien teil. Ihr oberstes ausführendes Organ ist die Kirchenversammlung der Orthodoxen Kirche in Finnland. Die Kirche ist in drei Bistümer aufgeteilt, die von Metropoliten geleitet werden. Die heutigen Bischöfe der Orthodoxen Kirche in Finnland sind Erzbischof Elia von Helsinki und ganz Finnland (bürgerlich Matti Wallgrén) sowie Metropolit Arseni von Kuopio und Karelien (Jorma Heikkinen). Die Bistümer gliedern sich in 21 Kirchengemeinden. 
Bistümer und Gemeinden der Orthodoxen Kirche Finnlands:
| Bistum Helsinki 1. Turku 2. Tampere 3. Hämeenlinna 4. Helsinki 5. Lahti 6. Kotka 7. Hamina 8. Lappeenranta | Bistum Karelien 1. Jyväskylä 2. Rautalampi 3. Kuopio 4. Saimaa 5. Joensuu 6. Taipale 7. Ilomantsi 8. Nurmes 9. Iisalmi | Bistum Oulu 1. Lappland 2. Oulu 3. Kajaani 4. Vaasa |

Die Zahl der orthodoxen Gotteshäuser in Finnland beträgt ca. 140. Die Kirche verfügt auch über zwei Klöster, Uusi-Valamo und das Nonnenkloster Lintula, beide in der Gemeinde Heinävesi. Ca. 140 orthodoxe Pfarrer und ca. 40 Kantoren halten in diesen Räumlichkeiten regelmäßige Gottesdienste.
Die orthodoxe Kirche in Finnland hat auch einen eigenen, staatlich anerkannten Ritterorden, den Finnischen Orden vom Heiligen Gotteslamm. Er wurde 1935 gestiftet und sein Ordensmeister ist der amtierende Erzbischof.

## Orthodoxes Priesterseminar Finnlands

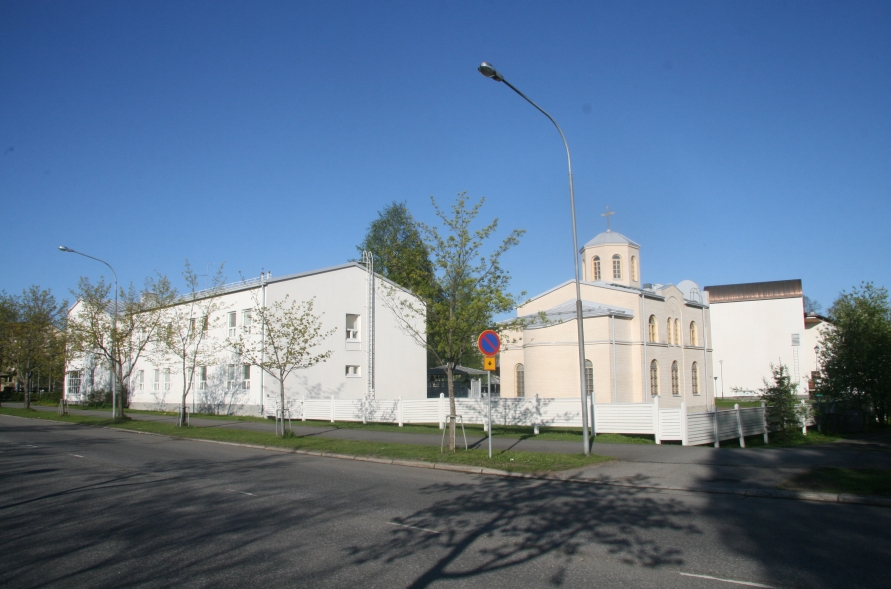
Das orthodoxen Priesterseminar in Joensuu mit Wohnheim und Johannes-der-Evangelist-Kirche

Von 1918 bis 1988 wurde der Klerus zuerst in Sortavala, dann in Helsinki und zuletzt in Kuopio ausgebildet. Das Priesterseminar zu Kuopio wurde 1988 geschlossen und nach Joensuu verlagert. Hier wurde in der Nähe der Universität Joensuu (seit 2007 Universität Ostfinnland) ein neues Seminar (offiziell Suomen ortodoksinen pappisseminaari „Orthodoxes Priesterseminar Finnlands“) mit eigener Bibliothek errichtet. An dieser Ausbildungsstätte unter der Schirmherrschaft der Bischofskonferenz der Orthodoxen Kirche Finnlands betreiben jene Theologiestudenten der Universität angewandte theologische Studien, einschließlich liturgischer Übungen, die später in der orthodoxen Kirche arbeiten wollen.
In Finnland wird für die Arbeit als orthodoxer Priester, Kantor oder als Religionslehrer in der Schule – entsprechend der Evangelisch-Lutherischen Staatskirche – ein Hochschulstudium gefordert. Die Universität Ostfinnland ist die einzige Hochschule des Landes, die einen kompletten Masterstudiengang in orthodoxer Theologie anbietet – den „Master in Orthodoxer Theologie“ –, der für die Arbeit als Priester qualifiziert. Dazu gibt es eine kirchenmusikalische Spezialisierung für den Beruf des Kantors, und eine pädagogische Spezialisierung für Religionslehrer.